# Myotis horsfieldii
Myotis horsfieldii је врста слепог миша из породице вечерњака (лат. Vespertilionidae).

## Распрострањење
Врста има станиште у Брунеју, Вијетнаму, Индији, Индонезији, Камбоџи, Кини, Лаосу, Малезији, Мјанмару, Тајланду, Филипинима и Хонгконгу.

## Станиште
Врста Myotis horsfieldii има станиште на копну.

## Угроженост
Ова врста није угрожена, и наведена је као последња брига јер има широко распрострањење.

### Популациони тренд
Популација ове врсте је стабилна, судећи по доступним подацима.